# Le Coq de bruyère (nouvelles)
Pour les articles homonymes, voir Le Coq de bruyère.
Le Coq de bruyère est un recueil de contes et de courts récits publié par Michel Tournier en 1978. 
L'ouvrage regroupe 14 textes, dont le douzième donne son titre au recueil :
- La Famille Adam
- La Fin de Robinson Crusoé
- La Mère Noël
- Amandine et les deux jardins
- La Fugue du Petit Poucet
- Tupik
- Que ma joie demeure
- Le Nain rouge
- Tristan Vox
- Les Suaires de Véronique
- La Jeune Fille et la Mort
- Le Coq de bruyère
- L'Aire du muguet
- Le Fétichiste

## Éditions
- Michel Tournier, Le Coq de bruyère, Paris, Gallimard, coll. « Collection blanche », 1978.
- Michel Tournier, Le Coq de bruyère, Paris, Gallimard, coll. « Folio no 1229 », 1980.